# Sunderland (Vermont)
Sunderland es un pueblo ubicado en el condado de Bennington en el estado estadounidense de Vermont. En el año 2010 tenía una población de 956 habitantes y una densidad poblacional de 8,09 personas por km².

## Geografía
Sunderland se encuentra ubicado en las coordenadas 43°4′44″N 73°5′42″O / 43.07889, -73.09500.

## Demografía
Según la Oficina del Censo en 2000 los ingresos medios por hogar en la localidad eran de $40,500 y los ingresos medios por familia eran $47,500. Los hombres tenían unos ingresos medios de $32,250 frente a los $25,083 para las mujeres. La renta per cápita para la localidad era de $19,453. Alrededor del 9.7% de la población estaba por debajo del umbral de pobreza.